# Ашбертон (река, впадает в Индийский океан)
Ашбертон — маловодная река в регионе Пилбара в Западной Австралии. Впадает в Индийский океан в 45 км от города Онслоу. Длина реки составляет около 825 км.
Среднегодовое количество осадков в бассейне реки варьируется от 200 мм в юго-восточной части до 350 мм в северной части. Река имеет большое количество притоков: небольших речушек и ручьёв. В засушливые года почти полностью пересыхает.
Пойма реки широкая, плоская. По берегам отмечено малое количество растительности.
Своё современное название река получила в 1861 году и названа в честь Уильяма Бингхема Бэринга (англ. William Bingham Baring), второго барона Ашбертона, президента Королевского географического общества с 1860 по 1864 года. В прошлом река также носила название Кёрли (англ. Curlew River).